# فیل‌ماهی‌ها

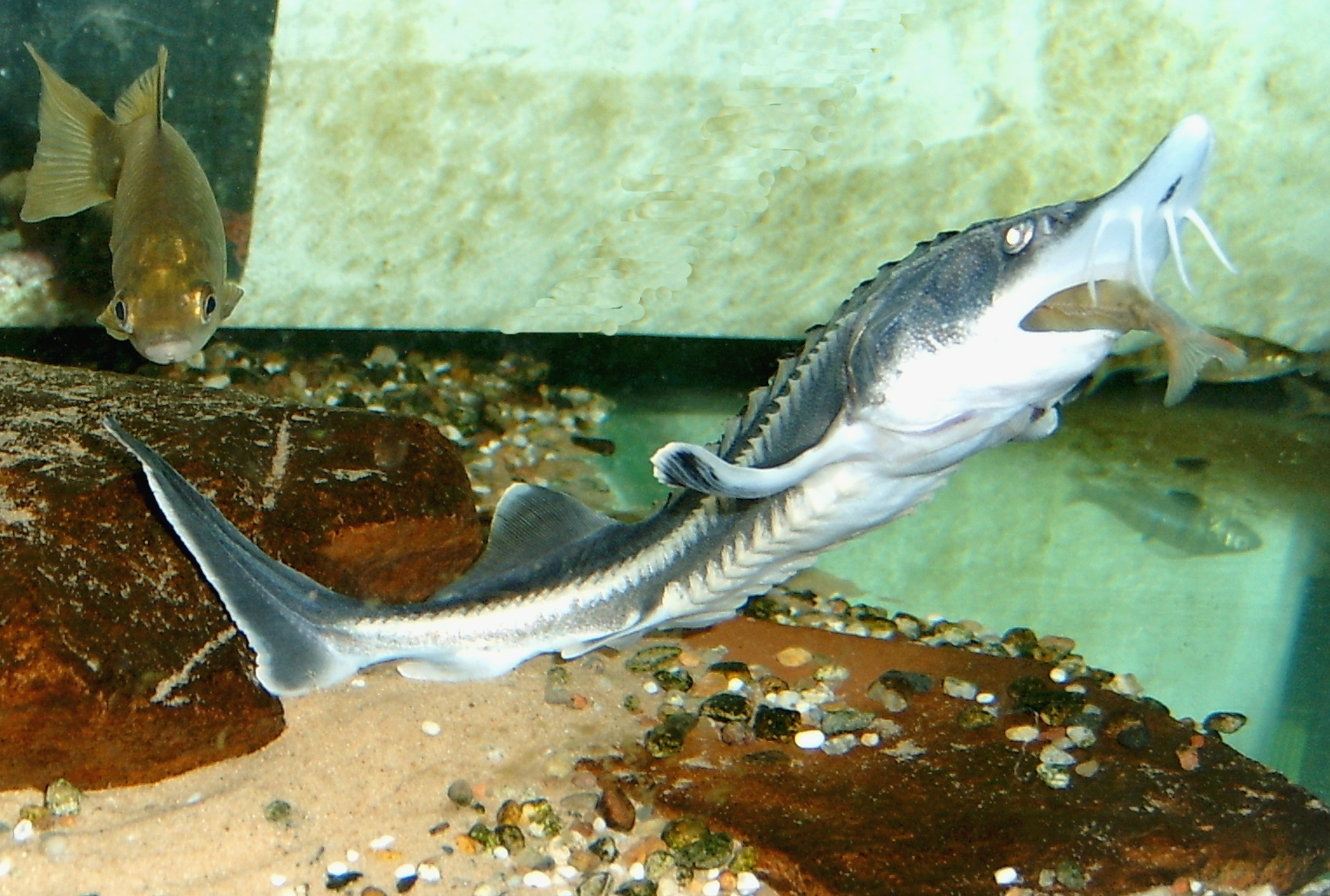
فیل‌ماهی‌ها

فیل‌ماهی‌ها (نام علمی: Huso) نام یک سرده از تیره ماهیان خاویاری است.

## گونه‌ها
- فیل‌ماهی رودخانه (یوهان گئورگی, ۱۷۷۵) (kaluga)
- فیل‌ماهی (کارل لینه, ۱۷۵۸) (beluga)